# 石田佳世
石田 佳世（いしだ かよ、1968年11月9日 - ）は、高知放送の社員。元アナウンサー。京都府木津川市出身。

## 来歴・人物
詳細は基礎情報を参照。子供の頃なりたかった職業は海外特派員とのことで、高校生の時から放送業界を目指すようになり、大阪樟蔭女子大学入学後、MC企画付属の養成校・中央放送研究会に通った。大学卒業後の1991年、MC企画に入社し、高知放送に派遣される。MC企画によると、同社の契約出向アナウンサーとなっていたが（）、2024年12月時点では同社の公式ホームページから削除され、さらにラジオ局ディレクターに異動しているため、正式に高知放送に移籍したものとみられる。
2018年に結婚している。
家庭料理技能検定4級の資格を持つ。またネット上の掲示板において、巨乳が話題になっている。
『日曜お昼は3色パン』では、この番組のテーマ曲『Sea of love～3つの海の物語～』を歌う企画ユニットとして、この番組に一緒に出演していた岡崎典子（日本海テレビアナウンサー）、仁多田まゆみ（西日本放送アナウンサー）と3人で『NAMACO』（ナマコ）というユニットを組んでいた。

## アナウンサー時代の出演番組
- ごきげん ボニートっ!（高知放送）
- ズームイン!!朝!（日本テレビ）浜田容助から引き継ぎ
- ズームイン!!SUPER（日本テレビ）高知担当キャスター、2001年 - 2009年3月
- 公園どおりのウイークエンド（高知放送）
- どっきん!てれび
- 日曜お昼は3色パン
- ミュージックデリバリー
- KAYOのミュージックブレイク
- あさドレッ！わいど(RKCラジオ)　水曜日担当
- ぶちぬきFRIDAY(RKCラジオ)
- RKCニュース（ラジオ、不定期）